# Manuel Cajuda
Manuel Ventura Cajuda de Sousa, mais popularmente conhecido como Manuel Cajuda (Olhão, 27 de Junho de 1951), é um treinador de futebol português.
Foi jogador de futebol passando por várias equipas portuguesas, onde se destacou ao serviço do SC Farense, clube onde terminou a sua carreira e se iniciou como treinador-adjunto. Trabalhou ao lado de figuras como o búlgaro Hristo Mladenov (Selecionador da Bulgária) e foi treinador do catalão Paco Fortes, do Campeão do Mundo Gil (Brasil) e do internacional húngaro Ferenc Mészáros. 
Como treinador principal começou no S.C. Farense, passando por equipas União de Leiria, Sp. Braga, Belenenses, Beira-Mar  e Vitória de Guimarães, Zamalek (Egipto), Congqing (China) e Al Sharjah (Emirados). Consagrou alguns títulos e levou várias equipas às competições internacionais (Taça UEFA-Liga dos Campeões da Europa e África e Taça Intertoto).  
Manuel Cajuda é um dos treinadores portugueses mais respeitados no seu país. Foi treinador de várias equipas portuguesas com sucesso. As suas aventuras no Al Sharjah FC (Emirados Árabes Unidos) e Zamalek também foram bem sucedidas. A sua simplicidade e personalidade forte, juntamente com a sua capacidade de motivar os jogadores transformou-o num dos mais sabedores treinadores portugueses. Atingiu excelentes resultados em Braga, Leiria e Marítimo, com boas classificações e qualificações para a UEFA Europa League, juntamente com o seu sucesso na Zamalek (Vice - Campeão e Final da Taça) e Al Sharjah (melhor classificação nos últimos dez anos). Cajuda também orientou com sucesso o V. Guimarães, quando assumiu o cargo, o clube estava numa posição baixa na tabela da Segunda Liga, mas conseguiu classificar-se para a Primeira Liga. Na temporada seguinte, conseguiu a qualificação para a Liga dos Campeões Europeus (apuramento) depois de um brilhante terceiro lugar na Primeira Liga. Ele é lembrado como um dos melhores treinadores que orientaram o Vitória de Guimarães, Sp. Braga e Marítimo. Tem uma vasta experiência em todas as competições que participou como UEFA Intertoto Cup, UEFA Europa League, Liga dos Campeões e da Liga dos Campeões Africanos, assim como o futebol asiático, árabe e africano. Ao longo da sua carreira usou diferentes táticas. Como base utiliza o 4-2-3-1, é um fiel intérprete do sistema em movimento, fazendo a sua equipa quando tem a bola variar para 4-3-3 e 3-3-4. A sua tática e a sua estratégia são baseadas numa equipa bem organizada, que joga com a inteligência necessária para saber quando eles têm para atacar ou defender. 
É um treinador muito gentil para com a imprensa. Manuel Cajuda é um treinador carismático, característica reconhecida pela maioria dos jogadores treinados por ele. 
Manuel Cajuda gosta de lançar jogadores jovens tal como o fez ao longo da carreira com Quim (guarda-redes do Sp.Braga e da Seleção), Pepe (Real Madrid), Tiago (Benfica, Chelsea, Juventus e Atl. Madrid) e Danny (Zenit). Manuel Cajuda foi uma das mais fortes forte opções para substituir Carlos Queiroz no comando da Seleção Portuguesa de futebol em 2010.
Em 31 de maio de 2023 foi eleito presidente do Olhanense, clube da sua terra natal que representou como atleta e treinador e que agora quer tirar de "um estado de coma", depois de ter sido relegado aos escalões distritais.